# Microula ciliaris
Microula ciliaris är en strävbladig växtart som först beskrevs av Louis Édouard Bureau och Franchet, och fick sitt nu gällande namn av Ivan Murray Johnston. Microula ciliaris ingår i släktet Microula och familjen strävbladiga växter. Inga underarter finns listade i Catalogue of Life.